# Weißfußtamarin
Der Weißfußtamarin oder Weißfußaffe (Saguinus leucopus) ist eine Primatenart aus der Familie der Krallenaffen.

## Merkmale
Weißfußtamarine erreichen eine Kopfrumpflänge von 23 bis 25 Zentimetern, der Schwanz ist mit 38 Zentimetern deutlich länger als der Rumpf. Das Gewicht beträgt rund 490 Gramm. Ihr Fell ist am Rücken graubraun und am Bauch rötlichbraun gefärbt, der braune Schwanz endet in einer weißen Spitze. Namensgebendes Merkmal sind die weißlichen Gliedmaßen, wie bei allen Krallenaffen befinden sich an den Fingern und Zehen (mit Ausnahme der Großzehe) Krallen statt Nägel. Das dunkle Gesicht ist nahezu unbehaart, die Ober- und Rückseite des Kopfes ist dicht mit braunen Haaren bestanden.

## Verbreitung und Lebensraum

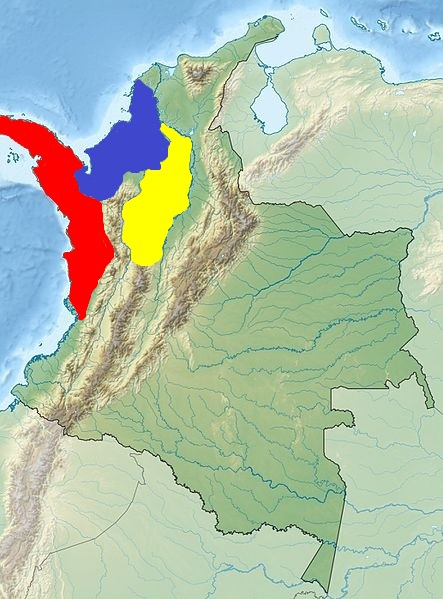
Verbreitungsgebiete der Arten aus der Saguinus-oedipus-Gruppe:
Lisztaffe
Geoffroy-Perückenaffe
Weißfußtamarin

Weißfußtamarine kommen ausschließlich in Kolumbien vor, wo sie ein kleines Gebiet im nördlichen Landesteil zwischen den Flüssen Río Magdalena und Río Cauca bewohnen. Ihr Lebensraum sind Wälder, sie kommen sowohl in Primär- als auch in Sekundärwäldern vor.

## Lebensweise
Diese Primaten sind tagaktiv und halten sich meist in den Bäumen auf. Dort bewegen sie sich auf allen vieren fort, können aber auch gut springen. Sie leben in Gruppen von drei bis neun Tieren, die um ein fortpflanzungsfähiges Paar organisiert sind. Gruppen bewohnen feste Reviere von rund 17 Hektar Größe. Wie bei den meisten Krallenaffen überwiegen Zwillingsgeburten und der Vater beteiligt sich intensiv an der Jungenaufzucht.
Die Nahrung dieser Tiere besteht vorwiegend aus Früchten (rund 70 %), daneben nehmen sie auch andere Pflanzenteile wie Blüten und Nektar, aber auch Insekten und andere Kleintiere zu sich.

## Gefährdung
Weißfußtamarine leben in einem Gebiet, das dicht besiedelt ist. Ihr Lebensraum wird durch Waldrodungen immer weiter eingeschränkt und ihr Verbreitungsgebiet zersplittert. Eine weitere Bedrohung ist, dass Tiere häufig gefangen und zu Heimtieren gemacht werden. 2006 wurde mit einem Nachzuchtprogramm in sieben kolumbianischen Zoos begonnen. Die IUCN listet die Art als „stark gefährdet“ (endangered).